# Okres Świecie

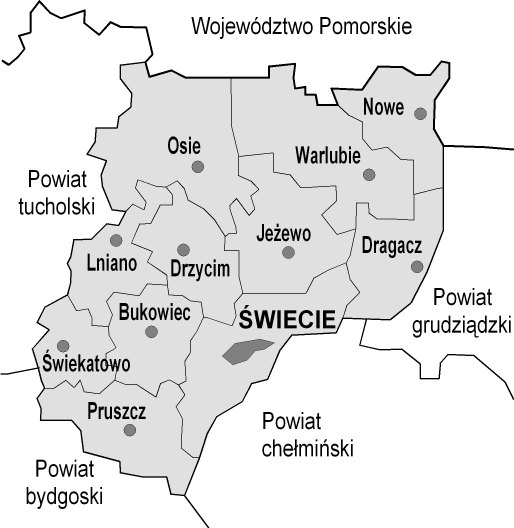
mapa okresu

Okres Świecie (polsky Powiat świecki) je okres v polském Kujavsko-pomořském vojvodství. Rozlohu má 1472,78 km² a v roce 2020 zde žilo 98 703 obyvatel. Sídlem správy okresu je město Świecie.

## Gminy
Městsko-vesnické:
- Nowe
- Pruszcz
- Świecie

Vesnické:
- Bukowiec
- Dragacz
- Drzycim
- Jeżewo
- Lniano
- Osie
- Świekatowo
- Warlubie

## Města
- Nowe
- Pruszcz
- Świecie

## Sousední okresy
| Růžice kompasu | Tuchola | Starogard        | Kwidzyn, Tczew | Růžice kompasu |
| Růžice kompasu | Tuchola | Sever            | Grudziądz      | Růžice kompasu |
| Růžice kompasu | Tuchola | Okres Świecie    | Grudziądz      | Růžice kompasu |
| Růžice kompasu | Tuchola | Jih              | Grudziądz      | Růžice kompasu |
| Růžice kompasu | Bydhošť | Bydhošť, Chełmno | Chełmno        | Růžice kompasu |